# Foktő
Foktő é um município da Hungria, situado no condado de Bács-Kiskun. Tem 31,46 km² de área e sua população em 2015 foi estimada em 1.521 habitantes.